# Beatrice a Portugaliei

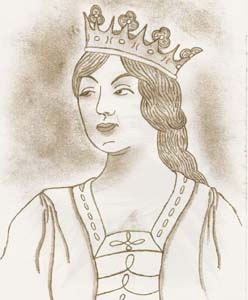
Beatrice a Portugaliei

Beatrice a Portugaliei, în portugheză Beatriz (AFI biɐ'tɾiʃ), (n. februarie 1373, Coimbra, Regatul Portugaliei – d. 1409, Toro, Coroana Castiliei) a fost singura fiică a regelui Ferdinand I al Portugaliei și a soției sale castiliene Leonora Telles de Menezes. S-a căsătorit cu regele Ioan I al Castiliei și s-a proclamat Regină a Portugaliei în timpul Crizei din 1383-1385, care s-a încheiat cu ascensiunea la tron a unchiului ei, Ioan I al Portugaliei.
La începutul lui 1383, situația politică în Portugalia era una tensionată. Beatrice era singurul copil al regelui, moștenitoarea tronului după moartea fraților ei în 1380, respectiv 1382. Mariajul său era problema politică cea mai importantă, și la palat s-au creat atunci facțiuni. Ferdinand a aranjat și anulat apoi de mai multe ori căsătoria fiicei sale, înainte să îl aleagă pe cel sugerat inițial de soția sa, regele Ioan I al Castiliei. Ioan își pierduse soția, pe Infanta Leonora de Aragon, și a fost bucuros s-o accepte pe moștenitoarea portugheză. Nunta a avut loc pe 17 mai 1383, în orașul portughez Elvas. Beatrice avea pe atunci unsprezece ani.
Regele Ferdinand a murit la scurt timp după, pe 22 octombrie 1383. Conform tratatului dintre Castilia și Portugalia, Regina Mamă, Leonora Telles de Menezes, a devenit regentă în numele fiicei și ginerelui său. Dar nu toată lumea din Portugalia era mulțumită cu starea de fapt. Pierderea independenței era de negândit pentru majoritatea oamenilor liberi portughezi. O rebeliune condusă de Maestrul Ordinului de Aviz, viitorul Ioan I al Portugaliei, a început în acel an, ducând la Criza din 1383-1385.
Regele Ioan al Castiliei a invadat Portugalia în 1384, luptând pentru drepturile noului său născut Mihai la coroana Portugaliei. Războiul s-a încheiat un an mai târziu, cu înfrângerea definitivă a Castiliei în Bătălia de la Aljubarrota. În urma bătăliei, Ioan I de Aviz a devenit regele necontestat al Portugaliei. Beatrice nu se mai afla pe tronul Portugaliei; era doar Regina Consoartă a Castiliei și Leonului.
Beatrice a murit în 1408, în Madrigal, Castilia.
Există o dezbatere privind Beatrice în rândul istoricilor. Este rareori numită Regină a Portugaliei, dar unii istorici pretind că a fost regină cel puțin pentru o scurtă perioadă, și că prin urmare trebuie să figureze pe lista Monarhilor Portughezi. Alți istorici consideră că în perioada 1383-1385 țara nu a avut nici rege nici regină.
1. ↑   https://www.enciclopedia.cat/ec-gec-0008494.xml Lipsește sau este vid: |title= (ajutor)
2. ↑  Kindred Britain